# میخاو ودارچیک
میخاو وُدارچیک (لهستانی: Michał Włodarczyk؛ زادهٔ ۲۷ سپتامبر ۱۹۹۵) بازیگر اهل لهستان است. وی از سال ۲۰۰۵ میلادی تاکنون مشغول فعالیت بوده است.
از فیلم‌ها یا برنامه‌های تلویزیونی که وی در آن نقش داشته است می‌توان به اصل لذت اشاره کرد.
از فیلم‌ها یا مجموعه‌های تلویزیونی که وی در آن‌ها نقش داشته است، می‌توان به بایگان، طاقت بیاور، تاج پادشاهان، در خوشی و سختی، ع چون عشق، عشق اول، پدر متیو، در خیابان سپولنی، قانون حقیقی، پیمان ورشو، خانه کشیش، لندنی‌ها، خانواده جایگزین، کارآگاهان جنایی، دختران خریدنی، فوریوزا، پس‌تصویر و یوب، آخرین سلول خاکستری مغز اشاره نمود.